# Spermophora pembai
Spermophora pembai är en spindelart som beskrevs av Huber 2003. Spermophora pembai ingår i släktet Spermophora och familjen dallerspindlar. Inga underarter finns listade i Catalogue of Life.